# 대전지방국세청
대전지방국세청(大田地方國稅廳, Daejeon Regional Tax Office)은 대전광역시, 세종특별자치시, 충청북도, 충청남도의 내국세 부과·감면 및 징수에 관한 사무를 관장하는 대한민국 국세청의 소속기관이다. 1966년 2월 28일 발족하였으며, 대전광역시 대덕구 계족로 677에 위치하고 있다. 청장은 고위공무원단 나등급에 속하는 일반직공무원으로 보한다.

## 연혁

### 국세청 개청이전
- 1950년 4월 1일: 재무부 소속으로 대전사세청 설치. 소속기관으로 청주·영동·충주·대전·공주·강경·홍성·예산·천안세무서 설치.[2]
- 1951년 9월 1일: 홍성세무서 소속으로 서산지서 설치.[3]
- 1954년 7월 10일: 장항세무서 설치.[4]
- 1959년 2월 4일: 동대전세무서 설치.[5]
- 1962년 1월 1일: 강경세무서를 논선세무서로 개편. 장항세무서와 서산지서 폐지.[6]
- 1965년 5월 17일: 제천·장항세무서 설치.[7]

### 국세청 개청이후
- 1966년 2월 28일: 국세청 소속 대전지방국세청으로 개편.[8]
- 1979년 3월 23일: 장항세무서 소속으로 보령지서 설치.[9]
- 1988년 1월 1일: 보령지서를 대천세무서로 승격.[10]
- 1988년 12월: 현 청사로 신축 이전.
- 1989년 4월 1일: 서대전세무서 설치.[11]
- 1992년 2월 1일: 홍성세무서 소속으로 서산지서 설치.[12]
- 1994년 8월 10일: 서청주세무서 설치.[13]
- 1995년 2월 24일: 대천세무서를 보령세무서로 개편.[14]
- 1996년 7월 1일: 공주세무서 소속으로 연기지서 설치.[15]
- 1999년 9월 1일: 청주세무서 소속으로 괴산지서 설치. 동대전·서청주세무서 폐지. 장항세무서를 보령세무서 소속 장항지서로 개편.[16]
- 2000년 1월 1일: 서산지서를 서산세무서로 승격하고 홍성세무서를 서산세무서 소속 홍성지서로 개편.[17]
- 2000년 3월 3일: 괴산지서 폐지.[18]
- 2000년 6월 19일: 홍성지서를 홍성세무서로 승격. 연기지서 폐지.[19]
- 2004년 4월 1일: 장항지서 폐지.[20]
- 2006년 3월 23일: 동청주세무서 설치.[21]
- 2010년 5월 6일: 예산세무서 소속으로 당진지서 설치.[22]
- 2014년 4월 7일: 북대전세무서 설치.[23]
- 2015년 2월 26일: 아산세무서 설치.[24]
- 2017년 2월 28일: 세종세무서 설치.[25]

## 관할구역
- 대전광역시
- 세종특별자치시
- 충청북도
- 충청남도

## 조직

### 청장
- 운영지원과[26]
- 감사관실[26]
- 납세자보호담당관실[26][27]

성실납세지원국
- 개인납세제1과[26]
- 개인납세제2과[29]
- 법인납세과[26]
- 전산관리팀[29]

징세송무국
- 징세과[26]
- 송무과[26]
- 채납자재산추적과[26]

조사제1국
- 조사관리과[26]
- 조사제1과[26]
- 조사제2과[26]
- 조사제3과[26]

조사제2국
- 조사관리과[26]
- 조사제1과[26]
- 조사제2과[26]

### 소속기관
세무서
세무서장은 서기관 또는 기술서기관으로 보한다.
| 명칭         | 등급 | 소재                                 | 관할구역                                      |
| ------------ | ---- | ------------------------------------ | --------------------------------------------- |
| 대전세무서   | 1    | 대전광역시 중구 보문로 331           | 대전광역시 동구, 중구 및 충청남도 금산군      |
| 서대전세무서 | 1    | 대전광역시 서구 둔산서로 70          | 대전광역시 서구                               |
| 북대전세무서 | 1    | 대전광역시 유성구 북유성대로 188     | 대전광역시 대덕구, 유성구                     |
| 세종세무서   | 1    | 세종특별자치시 가름로 232            | 세종특별자치시                                |
| 청주세무서   | 1    | 충청북도 청주시 흥덕구 죽천로 151    | 충청북도 청주시 흥덕구·서원구, 진천군         |
| 동청주세무서 | 1    | 충청북도 청주시 청원구 1순환로 44    | 충청북도 청주시 상당구·청원구, 증평군, 괴산군 |
| 영동세무서   | 2    | 충청북도 영동군 영동읍 계산로2길 10  | 충청북도 영동군, 옥천군, 보은군               |
| 충주세무서   | 1    | 충청북도 충주시 충원대로 724         | 충청북도 충주시, 음성군                       |
| 제천세무서   | 2    | 충청북도 제천시 내토로41길 8         | 충청북도 제천시, 단양군                       |
| 공주세무서   | 2    | 충청남도 공주시 봉황로 113           | 충청남도 공주시                               |
| 논산세무서   | 2    | 충청남도 논산시 논산대로241번길 6    | 충청남도 논산시, 계룡시, 부여군               |
| 보령세무서   | 2    | 충청남도 보령시 옥마로 56            | 충청남도 보령시, 서천군                       |
| 서산세무서   | 2    | 충청남도 서산시 덕지천로 145-6       | 충청남도 서산시, 태안군                       |
| 홍성세무서   | 2    | 충청남도 홍성군 홍성읍 홍덕서로 32   | 충청남도 홍성군, 청양군                       |
| 예산세무서   | 2    | 충청남도 예산군 오가면 윤봉길로 1883 | 충청남도 당진시, 예산군                       |
| 천안세무서   | 1    | 충청남도 천안시 동남구 청수14로 80   | 충청남도 천안시                               |
| 아산세무서   | 1    | 충청남도 아산시 배방읍 배방로 57-29  | 충청남도 아산시                               |

지서
지서장은 행정사무관 또는 세무주사로 보한다. 다만, 「행정기관의 조직과 정원에 관한 통칙」 제27조제3항에 따라 이체하여 운영하는 서기관 또는 행정사무관으로 보할 수 있다.
| 세무서명   | 명칭     | 소재                      | 관할구역        |
| ---------- | -------- | ------------------------- | --------------- |
| 예산세무서 | 당진지서 | 충청남도 당진시 원당로 88 | 충청남도 당진시 |